# Morti nel 1886
| Questa pagina contiene informazioni ricavate automaticamente dalle voci biografiche con l'ausilio del template Bio e di un bot. L'aggiornamento è periodico e automatico e ricostruisce completamente la pagina. Se manca una persona in questa lista, sei pregato di non aggiungerla, ma accertati piuttosto che la sua voce biografica contenga il template Bio e che i dati anagrafici siano correttamente compilati. Se il template Bio manca, inseriscilo tu stesso o, in alternativa, metti l'avviso {{tmp\|Bio}} che ne segnala la mancanza. Se i dati riportati sono sbagliati, correggi direttamente la voce biografica; le modifiche saranno visibili in questa lista entro pochi giorni. Per chiarimenti vedi il progetto biografie. La lista contiene solo le 343 persone che sono citate nell'enciclopedia e per le quali è stato implementato correttamente il template Bio. Pagina aggiornata al 18 ago 2025. |

## Gennaio(34)
- 1º gennaio - Giuseppe Maria da Palermo, religioso italiano (n. 1864)
- 1º gennaio - Vittorio Imbriani, scrittore italiano (n. 1840)
- 1º gennaio - Valentino Pupin, pittore italiano (n. 1830)
- 3 gennaio - Sheldon Amos, giurista inglese (n. 1835)
- 3 gennaio - Gaetano Chierici, archeologo, etnologo e presbitero italiano (n. 1819)
- 4 gennaio - Franz Anton Marenzi von Tagliuno und Talgate, generale e geologo austriaco (n. 1805)
- 4 gennaio - Pëtr Nikitič Tkačëv, rivoluzionario e scrittore russo (n. 1844)
- 5 gennaio - Giuseppe Brambilla, letterato, patriota e giornalista italiano (n. 1803)
- 6 gennaio - Adhémar Jean Claude Barré de Saint-Venant, matematico e ingegnere francese (n. 1797)
- 6 gennaio - Giuseppe Buttà, presbitero e scrittore italiano (n. 1826)
- 7 gennaio - Richard Dadd, pittore britannico (n. 1817)
- 10 gennaio - Benjamin Conley, politico statunitense (n. 1815)
- 10 gennaio - Adrien de Lavalette, imprenditore francese (n. 1813)
- 12 gennaio - Michele Morini, politico italiano (n. 1818)
- 12 gennaio - Giovanni Toselli, attore teatrale italiano (n. 1819)
- 13 gennaio - Cesare Bertea, avvocato e politico italiano (n. 1823)
- 13 gennaio - Boris Alekseevič Miljutin, avvocato, scrittore e politico russo (n. 1831)
- 16 gennaio - Joseph Maas, tenore inglese (n. 1847)
- 16 gennaio - Amilcare Ponchielli, compositore e direttore di banda italiano (n. 1834)
- 17 gennaio - Paul Baudry, pittore francese (n. 1828)
- 17 gennaio - Eduard Oscar Schmidt, botanico e zoologo tedesco (n. 1823)
- 18 gennaio - Pavel Aleksandrovič Urusov, generale russo (n. 1807)
- 18 gennaio - Baldassare Verazzi, pittore italiano (n. 1819)
- 19 gennaio - Carmelo Palladino, anarchico italiano (n. 1842)
- 20 gennaio - Matilde Sofia di Oettingen-Oettingen e Oettingen-Spielberg, nobile tedesca (n. 1816)
- 20 gennaio - Nicola di Oldenburg, duca (n. 1840)
- 24 gennaio - Sebastiano Tecchio, politico italiano (n. 1807)
- 24 gennaio - Il'ja Nikolaevič Ul'janov, insegnante e politico russo (n. 1831)
- 25 gennaio - Arnold von Lasaulx, mineralogista tedesco (n. 1839)
- 25 gennaio - Cesare Rasponi Bonanzi, politico italiano (n. 1822)
- 26 gennaio - David Rice Atchison, politico statunitense (n. 1807)
- 27 gennaio - John Rous, II conte di Stradbroke, ufficiale inglese (n. 1794)
- 28 gennaio - Carlo Bellerio, patriota italiano (n. 1800)
- 29 gennaio - Bernardino Branca, imprenditore italiano (n. 1802)

## Febbraio(37)
- 1º febbraio - Juan Esteban Pedernera, militare e politico argentino (n. 1796)
- 2 febbraio - David Hunter, generale statunitense (n. 1802)
- 2 febbraio - Leopoldo di Anhalt, nobile tedesco (n. 1855)
- 3 febbraio - Marcus Kann, scacchista austriaco (n. 1820)
- 4 febbraio - Giovanni Battista Doria di Dolceacqua, politico italiano (n. 1816)
- 4 febbraio - Charles Raymond de Saint-Vallier, politico e diplomatico francese (n. 1833)
- 6 febbraio - Nicomede Bianchi, politico, patriota e storico italiano (n. 1818)
- 7 febbraio - Alessandro Raffaele Torlonia, banchiere italiano (n. 1800)
- 8 febbraio - Ivan Sergeevič Aksakov, giornalista e biografo russo (n. 1823)
- 8 febbraio - Adolphe Assi, operaio e attivista francese (n. 1841)
- 8 febbraio - Maurizio Farina, politico italiano (n. 1804)
- 9 febbraio - Winfield Scott Hancock, generale e politico statunitense (n. 1824)
- 10 febbraio - Giovanni Battista De Nobili, avvocato e politico italiano (n. 1824)
- 10 febbraio - Athanase Fouché, militare francese (n. 1801)
- 10 febbraio - Edward Thomas, antiquario e numismatico inglese (n. 1813)
- 12 febbraio - Randolph Caldecott, illustratore britannico (n. 1846)
- 12 febbraio - Catherine Herbert, nobildonna inglese (n. 1814)
- 12 febbraio - Jules Jamin, fisico francese (n. 1818)
- 12 febbraio - Tiberio Sergardi, patriota e politico italiano (n. 1816)
- 12 febbraio - Horatio Seymour, politico statunitense (n. 1810)
- 14 febbraio - Franz Friedrich Fronius, botanico rumeno (n. 1829)
- 15 febbraio - Peter Joseph Baltes, vescovo cattolico tedesco (n. 1827)
- 15 febbraio - Giuseppe Catalano, giurista e politico italiano (n. 1806)
- 16 febbraio - Christian Louis Heinrich Köhler, pianista e compositore tedesco (n. 1820)
- 16 febbraio - Albert Küchler, pittore danese (n. 1803)
- 16 febbraio - Cesare Uva, pittore italiano (n. 1824)
- 18 febbraio - Dave Rudabaugh, pistolero statunitense (n. 1854)
- 19 febbraio - Prosper Giquel, militare francese (n. 1835)
- 20 febbraio - Ludwig Andreas Olsen, marinaio e militare norvegese (n. 1845)
- 21 febbraio - Gavino Nino, presbitero e politico italiano (n. 1807)
- 22 febbraio - Saverio Friscia, patriota, politico e anarchico italiano (n. 1813)
- 22 febbraio - Giuseppe Gozzini, pittore e illustratore italiano (n. 1806)
- 25 febbraio - Giovanni De Falco, politico e magistrato italiano (n. 1818)
- 25 febbraio - Gaetano Sacchi, militare e patriota italiano (n. 1824)
- 25 febbraio - Domenico Tonarelli, politico e prefetto italiano (n. 1820)
- 27 febbraio - Angelo Panzini, compositore e flautista italiano (n. 1820)
- 28 febbraio - Charles Jacques Édouard Morren, illustratore e botanico belga (n. 1833)

## Marzo(26)
- 2 marzo - Angelo Maria Jacobini, cardinale italiano (n. 1825)
- 3 marzo - Alfred Assollant, romanziere francese (n. 1827)
- 8 marzo - Alessandro Avogadro di Casanova, generale e politico italiano (n. 1812)
- 8 marzo - Guglielmo Scammacca Della Bruca, imprenditore e politico italiano (n. 1810)
- 11 marzo - Franz Antoine, botanico austriaco (n. 1815)
- 12 marzo - Joseph de Riquet de Caraman, diplomatico e imprenditore belga (n. 1808)
- 13 marzo - Austin Flint, medico statunitense (n. 1812)
- 15 marzo - William Irwin, politico statunitense (n. 1827)
- 15 marzo - Henry Pelham, III conte di Chichester, nobile e ufficiale inglese (n. 1804)
- 16 marzo - Ettore Nucci, politico italiano (n. 1836)
- 16 marzo - Paolo Pellicano, presbitero e patriota italiano (n. 1813)
- 17 marzo - Pierre-Jules Hetzel, editore francese (n. 1814)
- 17 marzo - Leopold Zunz, ebraista tedesco (n. 1794)
- 17 marzo - Antonio Ferrari, generale italiano (n. 1816)
- 19 marzo - Stefano De Lisi, scultore italiano (n. 1864)
- 21 marzo - Pietro Agliardi, pittore italiano (n. 1825)
- 23 marzo - Piero Guicciardini, teologo italiano (n. 1808)
- 25 marzo - Maria Teresa d'Austria-Este, regina (n. 1817)
- 25 marzo - Johan Georg Huber, presbitero svedese (n. 1820)
- 25 marzo - Giacomo Mattei, politico italiano (n. 1813)
- 27 marzo - Augusta Tanari Malvezzi, nobile e patriota italiana (n. 1831)
- 29 marzo - Gustavo Mazè de la Roche, generale e politico italiano (n. 1824)
- 31 marzo - Marie Heilbron, soprano belga (n. 1851)
- 31 marzo - Jean Louis Protche, ingegnere francese (n. 1818)
- 31 marzo - Giovanni Gaetano Rossi, direttore d'orchestra e compositore italiano (n. 1828)
- 31 marzo - Józef Bohdan Zaleski, poeta polacco (n. 1802)

## Aprile(19)
- 1º aprile - Carlo Gemelli, patriota, storico e letterato italiano (n. 1811)
- 3 aprile - Arthur Pember, calciatore, alpinista e avvocato britannico (n. 1835)
- 6 aprile - Grigorij Prokof'evič Isaev, rivoluzionario russo (n. 1857)
- 6 aprile - Marcello Panissera di Veglio, nobile e politico italiano (n. 1830)
- 8 aprile - Frances Polidori, educatrice e modella britannica (n. 1800)
- 8 aprile - Aleksej Kondrat'evič Savrasov, pittore russo (n. 1830)
- 9 aprile - Gian Pietro Porro, esploratore italiano (n. 1844)
- 9 aprile - Gustave d'Eichthal, grecista, saggista e geografo francese (n. 1804)
- 9 aprile - Joseph Victor von Scheffel, scrittore e poeta tedesco (n. 1826)
- 10 aprile - Stanislao Eula, vescovo cattolico italiano (n. 1818)
- 11 aprile - Carlo Barbaroux, magistrato e politico italiano (n. 1813)
- 13 aprile - Anthony Ashley-Cooper, VIII conte di Shaftesbury, nobile e ufficiale inglese (n. 1831)
- 13 aprile - Anna Louisa Geertruida Bosboom-Toussaint, scrittrice olandese (n. 1812)
- 13 aprile - Pietro Maria Ferrè, vescovo cattolico italiano (n. 1815)
- 15 aprile - Ramachandra Tondaiman (n. 1829)
- 23 aprile - Henry Edwards, I baronetto Edwards di Pye Nest, politico britannico (n. 1812)
- 27 aprile - Eugène Isabey, pittore e incisore francese (n. 1803)
- 27 aprile - Henry Hobson Richardson, architetto statunitense (n. 1838)
- 30 aprile - Agostino Bertani, medico, patriota e politico italiano (n. 1812)

## Maggio(29)
- 1º maggio - Conrad Busken Huet, scrittore e critico letterario olandese (n. 1826)
- 2 maggio - Girolamo Sangervasio, patriota e avvocato italiano (n. 1800)
- 3 maggio - Giovanni Sotis, medico, politico e storico italiano (n. 1812)
- 4 maggio - James Muspratt, chimico inglese (n. 1793)
- 5 maggio - Josef Albert, fotografo tedesco (n. 1825)
- 5 maggio - Henri Legrand du Saulle, psichiatra francese (n. 1830)
- 6 maggio - Lodovico Melzi d'Eril, nobile e imprenditore italiano (n. 1820)
- 7 maggio - François Pollen, naturalista olandese (n. 1842)
- 8 maggio - Hans Paul Bernhard Gierke, anatomista tedesco (n. 1847)
- 9 maggio - Facundo Bacardi, imprenditore spagnolo (n. 1813)
- 10 maggio - Friedrich Wasmann, pittore tedesco (n. 1805)
- 10 maggio - Francesco de Bourcard, editore e letterato italiano (n. 1821)
- 13 maggio - Carlota de Godoy, II duchessa di Sueca, nobildonna spagnola (n. 1800)
- 14 maggio - Antonio Oliva, politico e patriota italiano (n. 1827)
- 15 maggio - Emily Dickinson, poetessa statunitense (n. 1830)
- 17 maggio - John Deere, imprenditore statunitense (n. 1804)
- 17 maggio - Josef Haltrich, antropologo e scrittore rumeno (n. 1822)
- 20 maggio - Pierre-Édouard Frère, pittore e litografo francese (n. 1819)
- 21 maggio - Stephen Pearl Andrews, filosofo e linguista statunitense (n. 1812)
- 22 maggio - Heinrich Auspitz, dermatologo austriaco (n. 1835)
- 22 maggio - Giuseppe Cianciafara, politico italiano (n. 1821)
- 23 maggio - Adriano Cecioni, scultore, pittore e critico d'arte italiano (n. 1836)
- 23 maggio - Leopold von Ranke, storico tedesco (n. 1795)
- 24 maggio - Georg Waitz, storico e politico tedesco (n. 1813)
- 26 maggio - Paul-Gustave Herbinger, militare francese (n. 1839)
- 26 maggio - Andrea Kaggwa, ugandese (n. 1856)
- 27 maggio - Nicola Botta, politico, avvocato e patriota italiano (n. 1834)
- 27 maggio - Edoardo Pecco, architetto e ingegnere italiano (n. 1823)
- 31 maggio - Italia Donati, insegnante italiana (n. 1863)

## Giugno(25)
- 3 giugno - Carlo Lwanga, santo ugandese (n. 1865)
- 3 giugno - Ambrogio Kibuuka, santo ugandese (n. 1868)
- 3 giugno - Achilleo Kiwanuka, santo ugandese (n. 1869)
- 5 giugno - Károly Kalchbrenner, micologo ungherese (n. 1807)
- 6 giugno - Ivan Dolinar, editore, giornalista e politico austro-ungarico (n. 1840)
- 6 giugno - Francesco Pedicini, arcivescovo cattolico italiano (n. 1813)
- 7 giugno - Richard March Hoe, inventore statunitense (n. 1812)
- 8 giugno - Luigi di Borbone-Due Sicilie, nobile italiano (n. 1838)
- 10 giugno - Agnese di Württemberg, scrittrice tedesca (n. 1835)
- 13 giugno - Ludovico II di Baviera, re tedesco (n. 1845)
- 13 giugno - Bernhard von Gudden, psichiatra tedesco (n. 1824)
- 14 giugno - Aleksandr Nikolaevič Ostrovskij, drammaturgo russo (n. 1823)
- 15 giugno - Enrichetta del Liechtenstein, principessa austriaca (n. 1806)
- 15 giugno - Luigi Maria Palazzolo, presbitero italiano (n. 1827)
- 17 giugno - Tukojirao Holkar II, principe indiano (n. 1835)
- 20 giugno - Jayajirao Scindia, principe indiano (n. 1835)
- 21 giugno - Juan Bautista Cambiaso, ammiraglio italiano (n. 1820)
- 21 giugno - Hugh Welch Diamond, psichiatra e fotografo britannico
- 21 giugno - Daniel Dunglas Home, scozzese (n. 1833)
- 21 giugno - Hoshiyar Qadin, egiziana
- 22 giugno - Henry Fletcher Hance, botanico e diplomatico britannico (n. 1827)
- 24 giugno - William King, geologo irlandese (n. 1809)
- 26 giugno - Michele Lenzi, pittore italiano (n. 1834)
- 26 giugno - Alfred von Pallavicini, alpinista, sportivo e militare austriaco (n. 1848)
- 29 giugno - Adolphe-Joseph-Thomas Monticelli, pittore francese (n. 1824)

## Luglio(28)
- 1º luglio - Otto von Abich, geologo tedesco (n. 1806)
- 2 luglio - Ettore Caporali, matematico italiano (n. 1855)
- 3 luglio - Virginio Ferrari, clarinettista italiano (n. 1833)
- 3 luglio - Joanna Hiffernan, modella irlandese (n. 1843)
- 3 luglio - María Ana Mogas Fontcuberta, religiosa spagnola (n. 1827)
- 4 luglio - François-Xavier Gautrelet, gesuita e saggista francese (n. 1807)
- 7 luglio - Angelico Fabbri, patriota italiano (n. 1822)
- 8 luglio - Vera Fëdorovna Gagarina, nobildonna russa (n. 1790)
- 8 luglio - Joseph Hippolyte Guibert, cardinale, arcivescovo cattolico e religioso francese (n. 1802)
- 11 luglio - Bernardino Biondelli, linguista, numismatico e archeologo italiano (n. 1804)
- 11 luglio - Joanny Chatigny, pittore, incisore e scultore francese (n. 1834)
- 11 luglio - Jules Malou, politico belga (n. 1810)
- 12 luglio - Tomás Villalba, politico uruguaiano (n. 1805)
- 13 luglio - William Hillebrand, botanico e medico tedesco (n. 1821)
- 13 luglio - Clara Maffei, patriota italiana (n. 1814)
- 15 luglio - Billy McWha, calciatore nordirlandese (n. 1862)
- 16 luglio - Ned Buntline, scrittore e giornalista statunitense (n. 1823)
- 19 luglio - Cesário Verde, poeta portoghese (n. 1855)
- 20 luglio - Charles Jourdain, filosofo e letterato francese (n. 1817)
- 21 luglio - Oronzio De Donno, patriota e politico italiano (n. 1819)
- 21 luglio - Karl Theodor von Piloty, pittore tedesco (n. 1826)
- 23 luglio - Giuseppe Borsani, magistrato e politico italiano (n. 1812)
- 23 luglio - J.P. Knight, ingegnere britannico (n. 1828)
- 23 luglio - Giuseppina Morlacchi, ballerina e attrice teatrale italiana (n. 1843)
- 23 luglio - Emil Scaria, basso-baritono austriaco (n. 1838)
- 27 luglio - Eliza Lynch, first lady paraguaiana (n. 1833)
- 29 luglio - Francesco Berlan, storico, letterato e patriota italiano (n. 1821)
- 31 luglio - Franz Liszt, compositore, pianista e direttore d'orchestra ungherese (n. 1811)

## Agosto(23)
- 4 agosto - Samuel J. Tilden, politico e avvocato statunitense (n. 1814)
- 5 agosto - Theodoros G. Orphanides, botanico greco (n. 1817)
- 6 agosto - Jean-François Abeloos, scultore belga (n. 1819)
- 6 agosto - Nicola Jelardi, patriota e politico italiano (n. 1805)
- 6 agosto - Wilhelm Scherer, filologo e storico della letteratura austriaco (n. 1841)
- 8 agosto - Macedonio Pinelli, patriota italiano (n. 1829)
- 10 agosto - Eduard Grell, compositore, organista e docente tedesco (n. 1800)
- 11 agosto - Pietro Fumel, militare italiano (n. 1821)
- 11 agosto - Lydia Koidula, poetessa estone (n. 1843)
- 12 agosto - Adelina Spech Salvi, cantante lirica italiana (n. 1811)
- 14 agosto - Edmond Nicolas Laguerre, matematico francese (n. 1834)
- 15 agosto - Evgenij Grigor'evič Gagarin, politico russo (n. 1811)
- 16 agosto - Ramakrishna, mistico indiano (n. 1836)
- 17 agosto - Aleksandr Michajlovič Butlerov, chimico russo (n. 1828)
- 19 agosto - Alessandro Dorna, matematico italiano (n. 1825)
- 21 agosto - Giacomo Castelnuovo, politico, patriota e medico italiano (n. 1819)
- 23 agosto - Henry Hopkins Sibley, generale statunitense (n. 1816)
- 24 agosto - Encarnación Rosal, religiosa guatemalteca (n. 1815)
- 25 agosto - Zinovios Valvis, politico greco (n. 1800)
- 28 agosto - François-Gabriel Lépaulle, pittore e costumista francese (n. 1804)
- 29 agosto - Elena D'Angri, contralto italiano (n. 1821)
- 29 agosto - Henry Lennox, politico inglese (n. 1821)
- 30 agosto - Francesco Lacedelli, alpinista italiano (n. 1796)

## Settembre(21)
- 1º settembre - Betty von Rothschild, filantropa austriaca (n. 1805)
- 3 settembre - Maria Velotti, religiosa italiana (n. 1826)
- 4 settembre - Benjamin F. Cheatham, generale statunitense (n. 1820)
- 5 settembre - Llewellyn Jewitt, illustratore, incisore e artista inglese (n. 1816)
- 7 settembre - Joseph-Hugues Fabisch, scultore francese (n. 1812)
- 8 settembre - José Benito Serra, vescovo cattolico spagnolo (n. 1811)
- 10 settembre - John Liptrot Hatton, compositore, direttore d'orchestra e pianista inglese (n. 1809)
- 10 settembre - Francesco Malacrea, pittore austriaco (n. 1812)
- 11 settembre - Luigi Bisi, pittore e docente italiano (n. 1814)
- 11 settembre - Giuseppe Giovanelli, politico italiano (n. 1824)
- 13 settembre - Louis Hector François Allemand, pittore francese (n. 1809)
- 14 settembre - Hubert Ries, violinista e compositore tedesco (n. 1802)
- 15 settembre - Carmine Gori-Merosi, cardinale italiano (n. 1810)
- 17 settembre - Asher Brown Durand, pittore statunitense (n. 1796)
- 18 settembre - Sebastiano Fusconi, politico italiano (n. 1800)
- 20 settembre - Pietro Mongini, prete italiano (n. 1806)
- 20 settembre - Filippo Mordani, letterato e patriota italiano (n. 1797)
- 22 settembre - Nicola Alianelli, magistrato, politico e giurista italiano (n. 1809)
- 22 settembre - Dabulamanzi kaMpande, condottiero zulu (n. 1839)
- 24 settembre - Louis Jules Duboscq, inventore e fotografo francese (n. 1817)
- 30 settembre - Franz Adam, pittore tedesco (n. 1815)

## Ottobre(23)
- 1º ottobre - Juan Vicente González, scrittore, giornalista e politico venezuelano (n. 1810)
- 4 ottobre - Thomas Johannessen Heftye, imprenditore, politico e filantropo norvegese (n. 1822)
- 5 ottobre - Marcantonio V Borghese, nobile romano (n. 1814)
- 5 ottobre - Alfredo di Salm-Salm, principe e politico tedesco (n. 1814)
- 6 ottobre - Leonardo Romanelli, politico italiano (n. 1803)
- 8 ottobre - José Casado del Alisal, pittore spagnolo (n. 1830)
- 9 ottobre - Antonio Panzera, politico italiano (n. 1825)
- 9 ottobre - Jean-Jacques Uhrich, generale francese (n. 1802)
- 16 ottobre - Mayer Carl von Rothschild, banchiere e politico tedesco (n. 1820)
- 16 ottobre - Giuseppe Malan, politico italiano (n. 1808)
- 18 ottobre - Ernest Brudenell-Bruce, III marchese di Ailesbury, politico inglese (n. 1811)
- 20 ottobre - Francesco Scaramuzza, pittore e poeta italiano (n. 1803)
- 21 ottobre - José Hernández, scrittore, giornalista e poeta argentino (n. 1834)
- 22 ottobre - Ernest Desjardins, epigrafista, archeologo e geografo francese (n. 1823)
- 22 ottobre - Enrico Montazio, giornalista italiano (n. 1816)
- 23 ottobre - Ernesto Dentice di Frasso, politico italiano (n. 1825)
- 24 ottobre - Friedrich Ferdinand von Beust, politico austriaco (n. 1809)
- 24 ottobre - Salvatore Mazza, pittore, scrittore e incisore italiano (n. 1819)
- 24 ottobre - Adolf Lüderitz, imprenditore e esploratore tedesco (n. 1834)
- 26 ottobre - Lat Dior, sovrano senegalese (n. 1842)
- 28 ottobre - Giuseppe Brambilla, politico, patriota e giornalista italiano (n. 1825)
- 29 ottobre - Emilio Santarelli, scultore italiano (n. 1801)
- 29 ottobre - Giovanni Antonio Vanoni, pittore svizzero (n. 1810)

## Novembre(25)
- 1º novembre - Eugène Lachat, arcivescovo cattolico svizzero (n. 1819)
- 2 novembre - Théodore Aubanel, poeta francese (n. 1829)
- 3 novembre - Anna De Gregorio, nobile spagnola (n. 1802)
- 10 novembre - Heinrich Jordan, filologo classico tedesco (n. 1833)
- 11 novembre - Paul Bert, fisiologo e politico francese (n. 1833)
- 11 novembre - Gustav Fischer, esploratore e medico tedesco (n. 1848)
- 14 novembre - Alexandre-Émile Béguyer de Chancourtois, geologo francese (n. 1820)
- 14 novembre - Teresa Gnoli, poetessa e educatrice italiana (n. 1833)
- 14 novembre - Mario Rizzari, docente, economista e politico italiano (n. 1817)
- 15 novembre - Christopher Edmund Broome, micologo inglese (n. 1812)
- 18 novembre - Chester Arthur, avvocato, politico e generale statunitense (n. 1829)
- 18 novembre - Pietro Aristeo Romeo, patriota e politico italiano (n. 1817)
- 18 novembre - Piotr Semenenko, presbitero e teologo polacco (n. 1814)
- 19 novembre - John Bramley-Moore, politico inglese (n. 1800)
- 20 novembre - Rebecca Solomon, pittrice, disegnatrice e illustratrice britannica (n. 1832)
- 21 novembre - Charles Francis Adams, Sr., politico statunitense (n. 1807)
- 21 novembre - Rudolf von Uechtritz, botanico tedesco (n. 1838)
- 22 novembre - Hasher bin Maktum, sovrano emiratino
- 24 novembre - J. Laurent, fotografo francese (n. 1816)
- 25 novembre - Ričard Karlovič Maak, naturalista, botanico e esploratore russo (n. 1825)
- 26 novembre - Giuseppe Guerzoni, patriota, politico e storico italiano (n. 1835)
- 26 novembre - Vito Positano, diplomatico italiano (n. 1833)
- 28 novembre - Constant Cornelis Huijsmans, pittore olandese (n. 1810)
- 28 novembre - Charles-Jean Seghers, missionario e arcivescovo cattolico belga (n. 1839)
- 29 novembre - Adolfo De Foresta, politico italiano (n. 1825)

## Dicembre(23)
- 2 dicembre - Paolo Bossi, politico italiano (n. 1832)
- 3 dicembre - Gaetano Lodi, pittore italiano (n. 1830)
- 4 dicembre - Natalis de Wailly, archivista, bibliotecario e storico francese (n. 1805)
- 7 dicembre - John Edmond Owens, attore teatrale inglese (n. 1823)
- 8 dicembre - William Fraser Tolmie, chirurgo scozzese (n. 1812)
- 10 dicembre - Giovanni Busato, pittore italiano (n. 1806)
- 10 dicembre - Marco Minghetti, politico, diplomatico e giornalista italiano (n. 1818)
- 11 dicembre - Karl Heinrich Baumgärtner, medico e patologo tedesco (n. 1798)
- 11 dicembre - Johannes Baptiste Franzelin, cardinale austriaco (n. 1816)
- 12 dicembre - Johan Nicolai Madvig, filologo classico, latinista e politico danese (n. 1804)
- 12 dicembre - Félicie de Fauveau, scultrice francese (n. 1801)
- 17 dicembre - Edmund Chipp, organista e compositore inglese (n. 1823)
- 17 dicembre - Costanzo Norante, politico italiano (n. 1828)
- 19 dicembre - Giuseppe Finzi, patriota e politico italiano (n. 1815)
- 19 dicembre - Michele Rapisardi, pittore italiano (n. 1822)
- 20 dicembre - Johann Friedrich Horner, oculista svizzero (n. 1831)
- 21 dicembre - Leonardo Massabò, pittore italiano (n. 1812)
- 24 dicembre - Antonio Barbieri, politico e imprenditore italiano (n. 1828)
- 24 dicembre - Eudocia di Leušino, russa (n. 1803)
- 24 dicembre - Antonio Michela Zucco, inventore italiano (n. 1815)
- 26 dicembre - John A. Logan, generale e politico statunitense (n. 1826)
- 26 dicembre - Theodor von Oppolzer, astronomo e matematico austriaco (n. 1841)
- 28 dicembre - Peder Sather, banchiere e filantropo statunitense (n. 1810)

## Senza giorno specificato(30)
- Ulysses von Albertini, militare austriaco (n. 1809)
- Davide Andreotti, politico italiano (n. 1823)
- Johann Philipp Becker, rivoluzionario tedesco (n. 1809)
- Carlo Alberto Bosi, poeta e patriota italiano (n. 1813)
- Felice Brunetta d'Usseaux, militare italiano (n. 1824)
- Domenico Bussolin, vetraio italiano
- Chandrakirti Singh, principe indiano (n. 1831)
- Ferdinando Cicconi, pittore italiano (n. 1831)
- Alba Coralli, patriota italiana (n. 1818)
- Emilio Donnini, pittore italiano (n. 1809)
- Thomas Douglas Forsyth, esploratore britannico (n. 1827)
- Ásíyih Khánum, nobile persiano (n. 1820)
- Bernhard Karl von Koehne, archeologo e numismatico tedesco (n. 1817)
- Jacques-Émile Lafon, pittore francese (n. 1817)
- Ludwig Lichtschein, rabbino ungherese
- Ferdinando Lopez Fonseca, patriota e politico italiano (n. 1822)
- Ma Weiqi, insegnante cinese (n. 1851)
- Roberto Marin, patriota italiano (n. 1829)
- Mordechai Abi Serur, rabbino e esploratore marocchino (n. 1826)
- Nguyễn Văn Tường, vietnamita (n. 1824)
- Giovanni Pallavera, pittore italiano (n. 1818)
- Ignazio Adolfo Parodi, politico e ingegnere italiano (n. 1815)
- Pietro Pericoli, banchiere e politico italiano (n. 1823)
- Angelo Ribossi, pittore italiano (n. 1822)
- Achille Savoia, pittore italiano (n. 1839)
- Enrico Terzaghi, architetto italiano (n. 1803)
- Dimitrios Valvis, politico greco (n. 1814)
- Wong Kay-ying, artista marziale cinese (n. 1815)
- Pietro Zandomeneghi, scultore italiano (n. 1806)
- Eduard von Steinle, pittore tedesco (n. 1810)